# Ancylodactylus dilepis
Ancylodactylus dilepis — вид геконоподібних ящірок родини геконових (Gekkonidae). Мешкає в Камеруні.

## Поширення і екологія
Ancylodactylus dilepis мешкають в Південному регіоні Камеруну. Вони живуть в густих тропічних лісах.

## Збереження
МСОП класифікує стан збереження цього виду як близький до загрозливого. Ancylodactylus dilepis загрожує знищення природного середовища.